# Shearwater (goleta)
Shearwater  es una goleta ubicada en Nueva York, Nueva York.  Shearwater se encuentra inscrita  en el Registro Nacional de Lugares Históricos desde el 9 de marzo de 2009.  

## Ubicación
Shearwater se encuentra dentro del condado de Nueva York en las coordenadas 40°42′46″N 74°01′02″O / 40.712778, -74.017222.